# Ботанічна пам'ятка природи імені Бориса Грінченка
Ботанічна пам'ятка природи імені Бориса Грінченка — ботанічна пам'ятка природи місцевого значення, розташована поблизу селища Михайлівка Алчевського району Луганської області. Загальна площа — 0,2 га.
Ботанічна пам'ятка отримала статус згідно з рішенням Луганської облради № 13/12 від 31 серпня 2000 року.
Пам'ятка природи знаходиться на березі річки Білої поблизу школи імені Бориса Грінченка, який працював у приватній початковій школі, заснованій меценатом Олексієм Алчевським. Тут зростають вікові дерева дубу звичайного, ясену звичайного, клену і тополі.